# 5210 Saint-Saëns
5210 Saint-Saëns eller 1989 EL6 är en asteroid i huvudbältet som upptäcktes den 7 mars 1989 av den tyske astronomen Freimut Börngen vid Tautenburg-observatoriet. Den har fått sitt namn efter den franske tonsättaren Camille Saint-Saëns.
Asteroiden har en diameter på ungefär 8 kilometer och den tillhör asteroidgruppen Nysa.